# Sam Brotherton
Pour les articles homonymes, voir Brotherton (homonymie).
Samuel Edward Brotherton, plus connu sous le nom de Sam Brotherton, né le 2 octobre 1996 à Auckland en Nouvelle-Zélande, est un footballeur international néo-zélandais, qui évolue au poste de défenseur.

## Biographie

### Carrière en club
Le 1er février 2017, il signe un contrat avec Sunderland AFC jusqu'en 2019.

### Carrière internationale
Avec les moins de 20 ans, il participe à la Coupe du monde des moins de 20 ans en 2015. Lors du mondial junior, il joue quatre matchs, inscrivant un but contre la Birmanie. La Nouvelle-Zélande est éliminée en huitièmes de finale par le Portugal.
Il est convoqué pour la première fois en équipe de Nouvelle-Zélande par le sélectionneur national Anthony Hudson, pour un match amical contre Oman le 11 décembre 2015. La rencontre se solde par une victoire 1-0 des Néo-Zélandais.
Le 12 mai 2016, il fait partie des 23 appelés par le sélectionneur national Anthony Hudson pour la Coupe d'Océanie 2016. La sélection néo-zélandaise remporte la finale en battant la Papouasie-Nouvelle-Guinée lors de la séance de tirs au but.
Le 8 juin 2017, il fait partie des 23 appelés par le sélectionneur national Anthony Hudson pour la Coupe des confédérations 2017. Il dispute aucune rencontre, la Nouvelle-Zélande est éliminée au premier tour.

## Palmarès
- Avec la Nouvelle-Zélande
  - Vainqueur de la Coupe d'Océanie en 2016